# Słabo?
Słabo – pierwsza płyta zespołu TPN 25, wydana w 1998 jako MC, a w 1999 jako CD. W 2010 roku ukazało się wydanie drugie, poszerzone.

## Lista utworów
1. Karate Puma (1:41)
2. Nysa (Niu Old Acid) (2:52)
3. Walec (2:26)
4. ŸŸŸ (0:53)
5. Robur (2:26)
6. Masakra w dzieżążni (2:40)
7. Sram (3:00)
8. PKS Driver (2:21)
9. Bozia (Jęcząca struna) (1:36)
10. Drażyno moja drażyno (2:38)
11. Piosenka o miłości (Rzygam) (3:44)
12. Kanały (0:50)
13. Drut (1:18)
14. Gamsahurida (1:46)
15. Samopał (2:09)
16. Sławek Dyszel (1:16)
17. Juby (3:26)
18. Keławak (1:40)
19. Milicja, Nasza Komenda (2:16)
20. Trumna, śmiertelny pogrzeb w trumnie (1:27)
21. Karate Puma II (0:14)

## Lista utworów po reedycji w 2010 roku
1. Karate Puma (1:41)
2. Nysa (Niu Old Acid) (2:52)
3. Walec (2:26)
4. ŸŸŸ (0:53)
5. Robur (2:26)
6. Masakra w dzieżążni (2:40)
7. Sram (3:00)
8. PKS Driver (2:21)
9. Bozia (Jęczonca struna) (1:36)
10. Drażyno moja drażyno (2:38)
11. Piosenka o miłości (Rzygam) (3:44)
12. Kanały (0:50)
13. Drut (1:18)
14. Gamsahurida (1:46)
15. Samopał (2:09)
16. Sławek Dyszel (1:16)
17. Juby (3:26)
18. Keławak - Milicja, Nasza Komenda - Trumna, śmiertelny pogrzeb w trumnie (5:40)
19. Makgajwer (1:59)
20. Budowa w toku (2:55)
21. Polska : Peru 5:1 (3:06)
22. Spychacz (2:52)
23. Legia Pany (2:12)
24. Um (1:13)

## Twórcy
- Dr Yry – gitara, wokal
- Marcin „Rudy” Rudowski – gitara basowa
- Bartosz Walaszek – perkusja